# Ramiro Mitre
Ramiro Mitre (nacido el 20 de marzo de 1987 en Rosario, Argentina) es un psicólogo, profesor universitario, escritor e investigador argentino especializado en el Trastorno del Espectro Autista (TEA). Es reconocido por su labor en la promoción de la neurodiversidad y la inclusión de personas con condiciones neurodivergentes.

## Formación académica
Mitre obtuvo su Licenciatura en Psicología en la Universidad Abierta Interamericana (UAI) en 2010, donde también completó el Profesorado Universitario para la Educación Secundaria y Superior en 2012, ambos con medalla de honor. En 2017, obtuvo una Maestría en Trastorno del Espectro Autista en la Universidad San Jorge de Zaragoza, España.

## Carrera profesional
Actualmente se desempeña como director de la Fundación Neurodiversidad, una organización no gubernamental argentina dedicada a promover el avance científico y el conocimiento popular de la neurodiversidad. También es coordinador para Latinoamérica de ECHO Autism Communities de la Universidad de Missouri.
Es docente en carreras de grado y posgrado en varias universidades de América Latina y creador de la Diplomatura Universitaria en Condiciones del Espectro del Autismo en la UAI.

## Publicaciones y conferencias
Mitre ha publicado artículos científicos y capítulos de libros relacionados con el autismo y la neurodiversidad. Ha participado como conferencista en congresos internacionales, incluyendo la International Society for Autism Research (INSAR), donde ha presentado casos y abordajes clínicos desde una perspectiva neuroafirmativa.

## Compromiso social y defensa de la neurodiversidad
Mitre es un firme defensor de las prácticas neuroafirmativas, que promueven el respeto por las diferencias neurológicas y rechazan los enfoques basados en la normalización. A través de la Fundación Neurodiversidad, impulsa acciones para fomentar la aceptación, el respeto y la participación activa de las personas neurodivergentes.

## Actividades gratuitas y acceso abierto
Bajo su liderazgo, la Fundación Neurodiversidad ha desarrollado múltiples actividades gratuitas y de acceso abierto, entre las que se destacan:
- Congreso Internacional "Autismo y Neurodiversidad" – evento anual gratuito y virtual que reúne especialistas de toda Iberoamérica.
- Taller "Neurodiversidad en Entornos Escolares" – recurso formativo gratuito orientado a docentes y equipos educativos.
- Herramientas para el Trabajo en Autismo – curso gratuito con enfoques prácticos y respetuosos del neurodesarrollo.

Estas propuestas han sido ampliamente valoradas por su calidad pedagógica y su compromiso con la equidad en el acceso al conocimiento.

## Reconocimientos
En 2014, fue galardonado con el premio Cuadro de Honor por haber obtenido el promedio más alto entre todos los egresados de las universidades públicas y privadas de la provincia de Santa Fe, con un promedio de 9,82.